# Copa Celta 2004-05
La Copa Celta de 2004-05 fue la segunda y última edición del torneo de rugby para equipos pertenecientes a la Liga Celta.
El campeón fue el equipo irlandés Munster quienes obtuvieron su primer campeonato.

## Sistema de disputa
El torneo se disputó en formato de eliminación directa comenzando en fase de cuartos de final.

## Desarrollo

### Cuartos de final
| 22 de abril de 2005 | Leinster Rugby | 33 - 24 | Glasgow Warriors | Dublín, Irlanda |  |

| 22 de abril de 2005 | Munster Rugby | 24 - 14 | Edinburgh Rugby | Limerick, Irlanda |  |

| 22 de abril de 2005 | Newport Gwent Dragons | 19 - 49 | Scarlets | Newport, Gales |  |

| 22 de abril de 2005 | Ospreys | 23 - 16 | Ulster Rugby | Swansea, Gales |  |

### Semifinales
| 29 de abril de 2005 | Leinster Rugby | 17 - 23 | Munster Rugby | Dublín, Irlanda |  |

| 29 de abril de 2005 | Scarlets | 23 - 15 | Ospreys | Llanelli, Gales |  |

### Final
| 6 de mayo de 2005 | Munster Rugby | 27 - 16 | Scarlets | Dublín, Irlanda |  |

| Bandera de Irlanda    |
| Campeón Munster Rugby |
| Primer título         |